# Campeonato Mundial de Snowboard de 2017 - Snowboard cross masculino
A prova do snowboard cross masculino do Campeonato Mundial de Snowboard de 2017 foi disputada entre 10 e 12 de março  em Serra Nevada na Espanha. 54 atletas de 22 nacionalidades participaram do evento.

## Medalhistas
| Ouro                  | Prata               | Bronze            |
| Pierre Vaultier (FRA) | Lucas Eguibar (ESP) | Alex Pullin (AUS) |

## Resultado qualificatório
A seguir estão os resultados da qualificação. 
| Colocação | Bib | Nome                    | Nacionalidade  | Descida 1 | Colocação | Descida 2 | Colocação | Melhor  | Diff   | Notas |
| --------- | --- | ----------------------- | -------------- | --------- | --------- | --------- | --------- | ------- | ------ | ----- |
| 1         | 16  | Pierre Vaultier         | França         | 1:09.15   | 1         |           |           | 1:09.15 |        | Q     |
| 2         | 10  | Lucas Eguibar           | Espanha        | 1:09.36   | 2         |           |           | 1:09.36 | +0.21  | Q     |
| 3         | 20  | Regino Hernández        | Espanha        | 1:10.55   | 3         |           |           | 1:10.55 | +1.40  | Q     |
| 4         | 7   | Alex Pullin             | Austrália      | 1:10.59   | 4         |           |           | 1:10.59 | +1.44  | Q     |
| 5         | 13  | Kevin Hill              | Canadá         | 1:10.63   | 5         |           |           | 1:10.63 | +1.48  | Q     |
| 6         | 27  | Daniil Dilman           | Rússia         | 1:10.65   | 6         |           |           | 1:10.65 | +1.50  | Q     |
| 7         | 12  | Nikolay Olyunin         | Rússia         | 1:10.75   | 7         |           |           | 1:10.75 | +1.60  | Q     |
| 8         | 3   | Jarryd Hughes           | Austrália      | 1:10.77   | 8         |           |           | 1:10.77 | +1.62  | Q     |
| 9         | 23  | Anton Lindfors          | Finlândia      | 1:10.84   | 9         |           |           | 1:10.84 | +1.69  | Q     |
| 10        | 6   | Emanuel Perathoner      | Itália         | 1:10.85   | 10        |           |           | 1:10.85 | +1.70  | Q     |
| 11        | 22  | Julian Lüftner          | Áustria        | 1:10.97   | 11        |           |           | 1:10.97 | +1.82  | Q     |
| 12        | 33  | Aleksandr Guzachev      | Rússia         | 1:11.02   | 12        |           |           | 1:11.02 | +1.87  | Q     |
| 13        | 31  | Luca Matteotti          | Itália         | 1:11.05   | 13        |           |           | 1:11.05 | +1.90  | Q     |
| 14        | 18  | Adam Lambert            | Austrália      | 1:11.09   | 14        |           |           | 1:11.09 | +1.94  | Q     |
| 15        | 9   | Omar Visintin           | Itália         | 1:11.35   | 15        |           |           | 1:11.35 | +2.20  | Q     |
| 16        | 39  | Paul Berg               | Alemanha       | 1:11.40   | 16        |           |           | 1:11.40 | +2.25  | Q     |
| 17        | 8   | Markus Schairer         | Áustria        | 1:11.48   | 17        |           |           | 1:11.48 | +2.33  | Q     |
| 18        | 21  | Christopher Robanske    | Canadá         | 1:11.50   | 18        |           |           | 1:11.50 | +2.35  | Q     |
| 19        | 5   | Nate Holland            | Estados Unidos | 1:11.60   | 19        |           |           | 1:02.12 | +2.45  | Q     |
| 20        | 4   | Hagen Kearney           | Estados Unidos | 1:11.63   | 20        |           |           | 1:11.63 | +2.48  | Q     |
| 21        | 2   | Alex Deibold            | Estados Unidos | 1:11.64   | 21        |           |           | 1:11.64 | +2.49  | Q     |
| 22        | 11  | Alessandro Hämmerle     | Áustria        | 1:11.68   | 22        |           |           | 1:11.68 | +2.53  | Q     |
| 23        | 34  | Tim Watter              | Suíça          | 1:11.73   | 23        |           |           | 1:11.73 | +2.58  | Q     |
| 24        | 32  | Kalle Koblet            | Suíça          | 1:11.86   | 24        |           |           | 1:11.86 | +2.71  | Q     |
| 25        | 17  | Cameron Bolton          | Austrália      | DNF       |           | 1:11.11   | 1         | 1:11.11 | +1.96  | q     |
| 26        | 26  | Christian Ruud Myhre    | Noruega        | 1:12.79   | 31        | 1:11.80   | 2         | 1:11.80 | +2.65  | q     |
| 27        | 19  | Lluís Marin Tarroch     | Andorra        | 1:12.32   | 27        | 1:11.83   | 3         | 1:11.83 | +2.68  | q     |
| 28        | 49  | Laro Herrero            | Espanha        | 1:12.05   | 25        | 1:12.75   | 10        | 1:12.05 | +2.90  | q     |
| 29        | 38  | Loan Bozzolo            | França         | 1:12.21   | 26        | DSQ       |           | 1:12.21 | +3.06  | q     |
| 30        | 14  | Nick Baumgartner        | Estados Unidos | 1:12.41   | 28        | 1:12.26   | 4         | 1:12.26 | +3.11  | q     |
| 31        | 35  | Steven Williams         | Argentina      | 1:13.16   | 33        | 1:12.38   | 5         | 1:12.38 | +3.23  | q     |
| 32        | 30  | Merlin Surget           | França         | DNF       |           | 1:12.55   | 6         | 1:12.55 | +3.40  | q     |
| 33        | 24  | Tommaso Leoni           | Itália         | 1:12.61   | 29        | 1:12.56   | 7         | 1:12.56 | +3.41  | q     |
| 34        | 29  | Martin Noerl            | Alemanha       | DNF       |           | 1:12.64   | 8         | 1:12.64 | +3.49  | q     |
| 35        | 45  | Karel Van Goor          | Países Baixos  | 1:12.71   | 30        | 1:12.71   | 9         | 1:12.71 | +3.56  | q     |
| 36        | 43  | Jan Kubičík             | Chéquia        | 1:15.92   | 42        | 1:12.77   | 11        | 1:12.77 | +3.62  | q     |
| 37        | 28  | Shinya Momono           | Japão          | 1:12.87   | 32        | 1:13.20   | 13        | 1:12.87 | +3.72  | q     |
| 38        | 1   | Lukas Pachner           | Áustria        | 1:13.50   | 35        | 1:13.02   | 12        | 1:13.02 | +3.87  | q     |
| 39        | 44  | Mateusz Ligocki         | Polónia        | DNF       |           | 1:13.21   | 14        | 1:13.21 | +4.06  | q     |
| 40        | 42  | Sebastian Pietrzykowski | Alemanha       | 1:14.07   | 38        | 1:13.23   | 15        | 1:13.23 | +4.08  | q     |
| 41        | 40  | Duncan Campbell         | Nova Zelândia  | 1:13.33   | 34        | 1:13.84   | 17        | 1:13.33 | +4.18  | q     |
| 42        | 36  | Glenn De Bois           | Países Baixos  | 1:13.78   | 36        | 1:13.52   | 16        | 1:13.52 | +4.37  | q     |
| 43        | 46  | Simon White             | Argentina      | 1:14.60   | 40        | 1:13.89   | 18        | 1:13.89 | +4.74  | q     |
| 44        | 15  | Lorenzo Sommariva       | Itália         | 1:14.01   | 37        | DSQ       |           | 1:14.01 | +4.86  | q     |
| 45        | 41  | Leon Beckhaus           | Alemanha       | 1:14.52   | 39        | 1:14.20   | 19        | 1:14.20 | +5.05  | q     |
| 46        | 51  | Alexis Tsokos           | Grécia         | 1:16.05   | 43        | 1:14.22   | 20        | 1:14.22 | +5.07  | q     |
| 47        | 25  | Ken Vuagnoux            | França         | 1:14.66   | 41        | DSQ       |           | 1:14.66 | +5.51  | q     |
| 48        | 50  | Muhammed Cem Boydak     | Turquia        | DSQ       |           | 1:18.46   | 21        | 1:18.46 | +9.31  | q     |
| 49        | 47  | Woo Jin-yong            | Coreia do Sul  | DNF       |           | 1:35.31   | 22        | 1:35.31 | +26.16 |       |
|           | 37  | Tyler Jackson           | Canadá         | DNS       |           | DNS       |           |         |        |       |
|           | 48  | Evgeniy Mukhutdinov     | Rússia         | DNS       |           | DNS       |           |         |        |       |
|           | 52  | Michal Hanko            | Chéquia        | DNS       |           | DNS       |           |         |        |       |
|           | 53  | Mun Jeong-uk            | Coreia do Sul  | DNS       |           | DNS       |           |         |        |       |
|           | 54  | Matouš Koudelka         | Chéquia        | DNS       |           | DNS       |           |         |        |       |

## Fase eliminatória
A seguir estão os resultados das eliminatórias.  Os 48 melhores qualificados avançaram para as oitavas de final. A partir daí foram formados grupos de 6 pessoas com as 3 melhores corridas avançando de fase.

### Oitavas de final
| Posição | Bib | Nome                | Nacionalidade | Notas |
| ------- | --- | ------------------- | ------------- | ----- |
| 1       | 1   | Pierre Vaultier     | França        | Q     |
| 2       | 17  | Markus Schairer     | Áustria       | Q     |
| 3       | 33  | Tommaso Leoni       | Itália        | Q     |
| 4       | 48  | Muhammed Cem Boydak | Turquia       |       |
| 5       | 16  | Paul Berg           | Alemanha      |       |
| DNS     | 32  | Melvin Surget       | França        |       |

| Posição | Bib | Nome                    | Nacionalidade | Notas |
| ------- | --- | ----------------------- | ------------- | ----- |
| 1       | 41  | Duncan Campbell         | Nova Zelândia | Q     |
| 2       | 40  | Sebastian Pietrzykowski | Alemanha      | Q     |
| 3       | 9   | Anton Lindfors          | Finlândia     | Q     |
| 4       | 25  | Cameron Bolton          | Austrália     |       |
| 5       | 8   | Jarryd Hughes           | Austrália     |       |
| DNF     | 24  | Kalle Koblet            | Suíça         |       |

| Posição | Bib | Nome               | Nacionalidade  | Notas |
| ------- | --- | ------------------ | -------------- | ----- |
| 1       | 5   | Kevin Hill         | Canadá         | Q     |
| 2       | 21  | Alex Deibold       | Estados Unidos | Q     |
| 3       | 37  | Shinya Momono      | Japão          | Q     |
| 4       | 28  | Laro Herrero       | Espanha        |       |
| 5       | 44  | Lorenzo Sommariva  | Itália         |       |
| DSQ     | 12  | Aleksandr Guzachev | Rússia         |       |

| Posição | Bib | Nome          | Nacionalidade  | Notas |
| ------- | --- | ------------- | -------------- | ----- |
| 1       | 20  | Hagen Kearney | Estados Unidos | Q     |
| 2       | 4   | Alex Pullin   | Austrália      | Q     |
| 3       | 13  | Luca Matteoti | Itália         | Q     |
| 4       | 36  | Jan Kubičík   | Chéquia        |       |
| 5       | 45  | Leon Beckhaus | Alemanha       |       |
| 6       | 29  | Loan Bozzolo  | França         |       |

| Posição | Bib | Nome             | Nacionalidade  | Notas |
| ------- | --- | ---------------- | -------------- | ----- |
| 1       | 14  | Adam Lambert     | Austrália      | Q     |
| 2       | 30  | Nick Baumgartner | Estados Unidos | Q     |
| 3       | 35  | Karel Van Goor   | Países Baixos  | Q     |
| 4       | 19  | Nate Holland     | Estados Unidos |       |
| 5       | 3   | Regino Hernández | Espanha        |       |
| DNF     | 46  | Alexis Tsokos    | Grécia         |       |

| Posição | Bib | Nome                | Nacionalidade | Notas |
| ------- | --- | ------------------- | ------------- | ----- |
| 1       | 22  | Alessandro Hämmerle | Áustria       | Q     |
| 2       | 6   | Daniil Dilman       | Rússia        | Q     |
| 3       | 11  | Julian Lüftner      | Áustria       | Q     |
| 4       | 27  | Lluís Marin Tarroch | Andorra       |       |
| 5       | 38  | Lukas Pachner       | Áustria       |       |
| DNF     | 43  | Simon White         | Argentina     |       |

| Posição | Bib | Nome                 | Nacionalidade | Notas |
| ------- | --- | -------------------- | ------------- | ----- |
| 1       | 7   | Nikolay Olyunin      | Rússia        | Q     |
| 2       | 39  | Mateusz Ligocki      | Polónia       | Q     |
| 3       | 10  | Emanuel Perathoner   | Itália        | Q     |
| DNF     | 23  | Tim Watter           | Suíça         |       |
| DSQ     | 42  | Glenn De Bois        | Países Baixos |       |
| DSQ     | 26  | Christian Ruud Myhre | Noruega       |       |

| Posição | Bib | Nome                 | Nacionalidade | Notas |
| ------- | --- | -------------------- | ------------- | ----- |
| 1       | 34  | Martin Noerl         | Alemanha      | Q     |
| 2       | 15  | Omar Visintin        | Itália        | Q     |
| 3       | 2   | Lucas Eguibar        | Espanha       | Q     |
| 4       | 31  | Steven Williams      | Argentina     |       |
| 5       | 47  | Ken Vuagnoux         | França        |       |
| 6       | 18  | Christopher Robanske | Canadá        |       |

### Quartas de final
| Posição | Bib | Nome                    | Nacionalidade | Notas |
| ------- | --- | ----------------------- | ------------- | ----- |
| 1       | 1   | Pierre Vaultier         | França        | Q     |
| 2       | 17  | Markus Schairer         | Áustria       | Q     |
| 3       | 41  | Duncan Campbell         | Nova Zelândia | Q     |
| 4       | 33  | Tommaso Leoni           | Itália        |       |
| 5       | 40  | Sebastian Pietrzykowski | Alemanha      |       |
| DNF     | 9   | Anton Lindfors          | Finlândia     |       |

| Posição | Bib | Nome          | Nacionalidade  | Notas |
| ------- | --- | ------------- | -------------- | ----- |
| 1       | 20  | Hagen Kearney | Estados Unidos | Q     |
| 2       | 4   | Alex Pullin   | Austrália      | Q     |
| 3       | 37  | Shinya Momono | Japão          | Q     |
| 4       | 21  | Alex Deibold  | Estados Unidos |       |
| 5       | 13  | Luca Matteoti | Itália         |       |
| 6       | 5   | Kevin Hill    | Canadá         |       |

| Posição | Bib | Nome                | Nacionalidade  | Notas |
| ------- | --- | ------------------- | -------------- | ----- |
| 1       | 14  | Adam Lambert        | Austrália      | Q     |
| 2       | 22  | Alessandro Hämmerle | Áustria        | Q     |
| 3       | 30  | Nick Baumgartner    | Estados Unidos | Q     |
| 4       | 11  | Julian Lüftner      | Áustria        |       |
| 5       | 35  | Karel Van Goor      | Países Baixos  |       |
| DSQ     | 6   | Daniil Dilman       | Rússia         |       |

| Posição | Bib | Nome               | Nacionalidade | Notas |
| ------- | --- | ------------------ | ------------- | ----- |
| 1       | 2   | Lucas Eguibar      | Espanha       | Q     |
| 2       | 15  | Omar Visintin      | Itália        | Q     |
| 3       | 39  | Mateusz Ligocki    | Polónia       | Q     |
| 4       | 10  | Emanuel Perathoner | Itália        |       |
| 5       | 7   | Nikolay Olyunin    | Rússia        |       |
| 6       | 34  | Martin Noerl       | Alemanha      |       |

### Semifinal
| Posição | Bib | Nome            | Nacionalidade  | Notas |
| ------- | --- | --------------- | -------------- | ----- |
| 1       | 1   | Pierre Vaultier | França         | Q     |
| 2       | 8   | Alex Pullin     | Austrália      | Q     |
| 3       | 41  | Duncan Campbell | Nova Zelândia  | Q     |
| 4       | 20  | Hagen Kearney   | Estados Unidos |       |
| 5       | 17  | Markus Schairer | Áustria        |       |
| 6       | 37  | Shinya Momono   | Japão          |       |

| Posição | Bib | Nome                | Nacionalidade  | Notas |
| ------- | --- | ------------------- | -------------- | ----- |
| 1       | 14  | Adam Lambert        | Austrália      | Q     |
| 2       | 30  | Nick Baumgartner    | Estados Unidos | Q     |
| 3       | 2   | Lucas Eguibar       | Espanha        | Q     |
| 4       | 15  | Omar Visintin       | Itália         |       |
| DSQ     | 22  | Alessandro Hämmerle | Áustria        |       |
| DNS     | 39  | Mateusz Ligocki     | Polónia        |       |

### Final
Pequena final
| Posição | Bib | Nome                | Nacionalidade  | Notas |
| ------- | --- | ------------------- | -------------- | ----- |
| 7       | 20  | Hagen Kearney       | Estados Unidos |       |
| 8       | 17  | Markus Schairer     | Áustria        |       |
| 9       | 15  | Omar Visintin       | Itália         |       |
| 10      | 37  | Shinya Momono       | Japão          |       |
| 11      | 22  | Alessandro Hämmerle | Áustria        |       |
| 12      | 39  | Mateusz Ligocki     | Polónia        |       |

Grande final
| Posição           | Bib | Nome             | Nacionalidade  | Notas |
| ----------------- | --- | ---------------- | -------------- | ----- |
| Medalha de ouro   | 1   | Pierre Vaultier  | França         |       |
| Medalha de prata  | 2   | Lucas Eguibar    | Espanha        |       |
| Medalha de bronze | 8   | Alex Pullin      | Austrália      |       |
| 4                 | 30  | Nick Baumgartner | Estados Unidos |       |
| 5                 | 41  | Duncan Campbell  | Nova Zelândia  |       |
| 6                 | 14  | Adam Lambert     | Austrália      |       |

Legenda
| Recorde mundial       | Recorde mundial (World record)               |                       | Recorde africano                      | Recorde africano (African) |                                           | Q | Classificado por posição (Qualified) |
| Recorde do campeonato | Recorde do campeonato (Championship record)  | Recorde da América    | Recorde da América (Americas)         | q                          | Classificado por melhor tempo (Qualified) |   |                                      |
| Melhor marca do ano   | Melhor marca do ano (World leading)          | Recorde asiático      | Recorde asiático (Asian)              | DNS                        | Não largou (Did not start)                |   |                                      |
| Recorde nacional      | Recorde nacional (National record)           | Recorde europeu       | Recorde europeu (European)            | DNF                        | Não terminou (Did not finish)             |   |                                      |
| Recorde pessoal       | Recorde pessoal do atleta (Personal best)    | Recorde da Oceania    | Recorde da Oceania (Oceania)          | DSQ / DQ                   | Desclassificado (Disqualified)            |   |                                      |
| Recorde da temporada  | Recorde da temporada do atleta (Season best) | Recorde sul-americano | Recorde sul-americano (South America) | NM                         | Sem marca (No mark)                       |   |                                      |